# Camerlingue de la Sainte Église romaine
 (octobre 2018).
Si vous disposez d'ouvrages ou d'articles de référence ou si vous connaissez des sites web de qualité traitant du thème abordé ici, merci de compléter l'article en donnant les références utiles à sa vérifiabilité et en les liant à la section « Notes et références ».
Pour les articles homonymes, voir camerlingue.
Ne doit pas être confondu avec le camerlingue du Sacré Collège
Le camerlingue de la Sainte Église romaine est le cardinal placé à la tête de la Chambre apostolique, service de la Curie romaine chargé des biens temporels du Saint-Siège pendant la période sede vacante du pouvoir pontifical, conformément aux dispositions de la constitution apostolique Universi Dominici gregis sur la vacance du siège apostolique et l'élection du pontife romain. Le camerlingue actuel est le cardinal Kevin Farrell, nommé à ce poste par François le 14 février 2019.

## Histoire
Le camerlingue a vraisemblablement remplacé l'archidiacre de la Sainte Église romaine, supprimé par Grégoire VII au XIe siècle ou le vestararius qui avait la garde des objets précieux du Saint-Siège.
Cette fonction remonte au XIe  ou  XIIe siècle.
Le camerarius (voir camérier) avait la direction de tout ce qui concernait les finances et les ressources temporelles de la papauté envisagée comme gouvernement suprême de l'Église. Il était le premier personnage de l'entourage du pape et son pouvoir s'est très vite étendu à un vaste domaine, jusqu'à ce que, cessant de remplir effectivement ses charges, son influence a décru, le titre devenant honorifique en dehors de la vacance du Siège romain.
Dans les cérémonies papales, il remplissait un office en rapport à ses attributions. C'est lui qui procurait au pape la monnaie destinée aux treize pauvres dont les pieds étaient lavés le Jeudi saint, et qui lui présentait, dans une coupe d'argent, celle destinée aux cardinaux le jour du couronnement.
Il reçut d'Urbain V, par la Constitution apostolique Apostolatus officium du 12 octobre 1363, la mission de faire observer les peines portées contre les pirates et les brigands qui attaquaient les biens de l'Église, et d'Urbain VI la juridiction sur toutes les causes qui se rattachaient à la Chambre apostolique.
Au XVe siècle, le titre de camerligho fut substitué à celui de camerarius.
Sixte IV lui confia le soin des affaires concernant le bien matériel de la ville de Rome, et Paul III ordonna à tous les fonctionnaires de Rome et des États pontificaux l'obéissance au camerlingue.
À la fin du XVIe siècle, Clément VIII apporta une modération à ses pouvoirs et dans la seconde moitié du XVIIe siècle, il est présenté comme présidant la Chambre apostolique, mais de manière plutôt honorifique, les fonctions réelles étant assurées par l'auditeur particulier et le trésorier général.

## Désignation
Préconisé en consistoire, il prête serment au pape après cette cérémonie et reçoit de lui une férule d'or, insigne de sa charge : « Accipe baculum jurisdictionis et auctoritatis ».
Si la charge de camerlingue de la Sainte Église romaine est vacante lors de la vacance du Siège apostolique, ce qui était le cas à la mort de Pie XII, les cardinaux présents à Rome doivent en élire un nouveau qui exercera ses fonctions jusqu'à la fin du conclave.

## Fonctions
Ses principales attributions se réduisent à présider la Chambre apostolique et à recevoir le serment de tous les employés de ce tribunal chargé des biens et droits temporels du Saint-Siège. Il est archichancelier de l'Université romaine et, en cette qualité, confère les grades.
Le camerlingue est assisté d'un prélat vice-camerlingue.

## Fonctions pendant la vacance du Siège apostolique

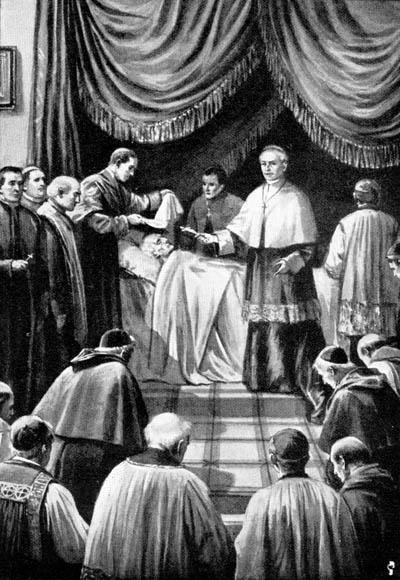
Le cardinal camerlingue certifiant une mort papale, ici probablement celle du pape Pie IX, en 1878, par le cardinal camerlingue Vincenzo Gioacchino Pecci, futur pape Léon XIII. Illustration extraite de l’article « Comment le pape est élu » de W. J. Wintle, paru dans The London Magazine en juin 1903, soit un mois avant la mort de Léon XIII en juillet 1903.

Dès qu'il a reçu la nouvelle de la mort ou de la renonciation du souverain pontife, le camerlingue : 
- s'il ne s'agit pas d'une renonciation, constate officiellement la mort du pape[note 1] en présence du maître des célébrations liturgiques pontificales, des prélats clercs et du secrétaire et chancelier de la Chambre apostolique, qui rédige l'acte de décès authentique ;
- brise publiquement l'anneau du pêcheur ;
- appose les scellés au bureau et à la chambre du pape, en s'assurant que le personnel qui réside habituellement dans l'appartement privé puisse y demeurer jusqu'après la sépulture du pape, au moment où tout l'appartement pontifical sera mis sous scellés ;
- informe de la mort le cardinal-vicaire de Rome, qui annonce la nouvelle au peuple romain par une déclaration spéciale, et le cardinal archiprêtre de la basilique Saint-Pierre du Vatican ;
- prend possession du palais apostolique du Vatican et, personnellement ou par un délégué, des palais du Latran et de Castel Gandolfo dont il assure la garde et le gouvernement ;
- détermine, après avoir consulté les cardinaux chefs des trois ordres[pas clair], tout ce qui concerne la sépulture du pape ;
- autorise les photographies du pontife défunt, mais uniquement si la dépouille est revêtue des vêtements pontificaux ;
- veille, au nom et avec le consentement du Collège des cardinaux, à tout ce qui est nécessaire pour défendre les droits du Siège apostolique et assurer sa bonne administration.

Après l'inhumation du pape, un délégué du camerlingue rédige un procès-verbal de cette inhumation, en présence des membres de la Chambre apostolique.
Il appartient ensuite au camerlingue, pendant la sedisvacance, de veiller à l'administration des biens et droits temporels du Saint-Siège, avec l'aide des trois cardinaux assistants, après avoir obtenu, une fois pour les questions moins importantes et chaque fois pour les plus graves, le vote du Collège des cardinaux.
Le camerlingue ou son délégué a notamment le droit et le devoir de demander à toutes les administrations dépendant du Saint-Siège les rapports sur leur situation patrimoniale et économique et les informations sur les affaires extraordinaires en cours, et d'autre part d'obtenir de la préfecture des Affaires économiques le bilan général des dépenses de l'année précédente et le budget de l'année suivante. Ces rapports sont soumis au Collège des cardinaux.
Pendant la vacance du Siège romain, le camerlingue timbre ses armes du pavillon pontifical et des clefs et bat monnaie à ses armes.

## Liste des titulaires de la charge
- Giovanni Caetani (1089-1118)[8]
- Jordan de S. Susanna (documenté 1147-1151)
- Franchus (1151)
- Rainierus (documenté 1151)
- Boson Breakspear (1154/55 — 1159)[8]
- Bernard le Templier (documenté 1163)
- Teodino d'Arrone (documenté 1163)
- Franco Gaufridus Fulchier (documenté 1175-1181)
- Gerardo Allucingoli (ca.1182/84)
- Melior le Maitre (documenté 1184-1187)
- Cencio Savelli (1188-1198)[9],  élu pape Honoré III
- Riccardo (documenté 1198)
- Ottaviano dei conti di Segni (1200-1206)[9],[8],[note 2]
- Stefano di Ceccano (1206-1216)[9] ou (1219-1227)[8]
- Pandolfo Verraclo (1216-1222)
- Sinibaldo (ca.1222 - ca.1227)
- Rinaldo Conti di Segni (1227-1231)[8], élu pape Alexandre IV
- 1231-1236 - pas d'information
- Giovanni da Ferentino (1236-1238)
- 1238-1243 - pas d'information
- Martino (ca. 1243-ca.1251)
- Boetius (1251-1254)
- Niccolo da Anagni (1254-1261)
- Pierre de Roncevault (1261-1262)
- Pierre de Charny (1262-1268)
- Eudes de Châteauroux (en 1270)[9],[8]
- Pietro de Montebruno (en 1272)[11]
- Guglielmo di San Lorenzo (en 1274)[11]
- Raynaldus Marci (en 1277)[11]
- Angelo de Vezzosi (en 1278)[11]
- Berardo di Camerino (1279-1288)[11]
- Niccolo (en 1289)[11]
- Tommaso d'Ocre (en 1294)[9],[8]
- Teodorico Ranieri (1297-1298)[9] ou (1300-1306)[8]
- Giovanni (documenté 1303)
- Arnaud de Canteloup (1306-1310)[9],[8]
- Bertrand des Bordes (1311)[9],[8]
- Arnaud de Faugères (1312-1317)[8]
- Arnaud d'Aux de Lescout (1311-1319)[9] ou (1313-1320)[8]
- Gasbert de Valle (1319-1347)[9]
- Stefano Aldebrandi Cambaruti (1347-1360)[9]
- Arnaud Aubert (1361-1371)[9]
- Arnaud Bernard du Pouget (1368) [note 3],[8]
- Pierre de Cros (1371-1377), Pseudo-cardinal[9],[8]
- Guillaume d'Aigrefeuille le Jeune (1377 - ?)[8]
- Marino Giudice (documenté 1382)[8]
- Marino Bulcani (documenté 1385-1394)[8]
- Stefano Palosio (1394-1396)[8], pro-camerlingue
- Cosimo Migliorati (1396-1404)[8], élu pape Innocent VII
- Corrado Caraccioli (documenté 1396-1406)[8]
- Antonio Correr (1406-1415)[8]
- Pierre de Foix (1414-1464), Pseudo-cardinal[8]
- François de Conzié (1415-1431)[note 4]
- Amédée de Saluces (1416-1419) Pseudo-cardinal[8]
- Francesco Lando (1419-1427), Pseudo-cardinal[9],[8]
- Louis Aleman (1427-1431)[8]
- Niccolò Albergati (1431-1432)[9],[8]
- Francesco Condulmer (1432-1439)[9],[8]
- Ludovico Trevisano (1440-1465)[9],[8]
- Latino Orsini (1471-1477)[9],[8]
- Guillaume d'Estouteville (1477-1483)[9],[8]
- Raffaele Sansoni Riario (1483-1521)[9],[8]
- Innocent Cybo (1521)[9],[8]
- Francesco Armellini Pantalassi de' Medici (1521-1527)[9],[8]
- Agostino Spinola (1528-1537)[9],[8]
- Guido Ascanio Sforza di Santa Fiora (1537-1564)[9],[8]
- Vitellozzo Vitelli (1564-1568)[9],[8]
- Michele Bonelli (1568-1570)[9]
- Luigi Cornaro (1570-1584)[9],[8]
- Filippo Guastavillani (1584-1587)[9],[8]
- Henri Caietan (1587-1599)[9],[8]
- Pietro Aldobrandini (1599-1621)[9],[8]
- Ludovico Ludovisi (1621-1623)[9],[8]
- Ippolito Aldobrandini (1623-1638)
- Antonio Barberini (1638-1671)
- Paluzzo Paluzzi Altieri Degli Albertoni (1671-1698)
- Galeazzo Marescotti, pro-camerlingue (1698)
- Giovanni Battista Spinola (1698-1719), archevêque
- Annibale Albani (1719-1747)
- Silvio Valenti-Gonzaga (1747-1756)
- Girolamo Colonna di Sciarra (1756-1763)
- Carlo Rezzonico (1763-1799)
- Romoaldo Braschi-Onesti (1800-1801)
- Giuseppe Maria Doria Pamphilj, pro-camerlingue (1801-1814)
- Bartolomeo Pacca (1814-1824)
- Antonio Gabriele Severoli (1823-1824)[8]
- Pietro Francesco Galeffi (1824-1837)
- Giacomo Giustiniani (1837-1843)
- Tommaso Riario Sforza (1843-1857)
- Lodovico Altieri (1857-1867)
- Filippo de Angelis (1867-1877)
- Vincenzo Gioacchino Pecci (1877-1878), élu pape  Léon XIII
- Camillo Di Pietro (1878-1884)
- Domenico Consolini (1884)
- Luigi Oreglia di Santo Stefano (1885-1913)
- Francesco Salesio Della Volpe (1914-1916)
- Pietro Gasparri (1916-1934)
- Eugenio Pacelli (1935-1939), élu  pape Pie XII
- Lorenzo Lauri (1939-1941)
- vacant (1941-1958)
- Benedetto Aloisi Masella (1959-1970)
- Jean-Marie Villot (1970-1979)
- Paolo Bertoli (1979-1985)
- Sebastiano Baggio (1985-1993)
- Eduardo Martínez Somalo (1993-2007)
- Tarcisio Bertone (2007-2014)
- Jean-Louis Tauran (2014-2018)
- Kevin Farrell (depuis 2019)

## Armoiries
Pendant que le Siège est vacant, le cardinal camerlingue est responsable des affaires d'État du Saint-Siège et, comme signe de son pouvoir, il timbre ses armoiries avec, outre les insignes de cardinal, les clés de saint Pierre et l'ombrellino. 

Armoiries de Bartolomeo Pacca en tant que camerlingue - Conclave de 1823
Armoiries de Tommaso Riario Sforza en tant que camerlingue - Conclave de 1846
Armoiries de Gioacchino Vicenzo Pecci en tant que camerlingue - Conclave de 1878
Armoiries de Francesco Salesio Della Volpe en tant que camerlingue - Conclave de 1914
Armoiries de Pietro Gasparri en tant que camerlingue - Conclave de 1922
Armoiries d'Eugenio Maria Pacelli en tant que camerlingue - Conclave de 1939
Armoiries de Benedetto Aloisi Masella en tant que camerlingue - Conclaves de 1958 et 1963
Armoiries de Jean-Marie Villot en tant que camerlingue - Conclaves d'août et octobre 1978
Armoiries d'Eduardo Martínez Somalo en tant que camerlingue - Conclave de 2005
Armoiries de Tarcisio Bertone en tant que camerlingue - Conclave de 2013
Armoiries de Kevin Farrell - Conclave de 2025